# Municipio de South Pymatuning
El municipio de South Pymatuning  (en inglés, South Pymatuning Township) es un municipio del condado de Mercer, Pensilvania, Estados Unidos. Tiene un población estimada, a mediados de 2023, de 2594 habitantes.

## Geografía
Está ubicado en las coordenadas 41°19′11″N 80°30′08″O / 41.31972, -80.50222 (41.319649, -80.502248).

## Demografía
Según la estimación 2018-2022 de la Oficina del Censo, los ingresos medios de los hogares son de $77,549 y los ingresos medios de las familias son de $100,647. Alrededor del 4.7% de la población está por debajo de la línea de pobreza.